# Elaine Bonazzi
Elaine Bonazzi (Endicott, 28 agosto 1936 – Elzaville, 29 gennaio 2019) è stata un mezzosoprano statunitense.

## Biografia
Nata nello stato di New York, Elaine Bonazzi studiò musica e canto all'Eastman School of Music, all'Hunter College e alla Juilliard School. Nel 1958 fece il suo debutto alla Santa Fe Opera come Meg Page in Falstaff; nel corso della sua carriera, che si estese per oltre quattro decenni e la vide cantare sia ruoli da mezzosoprano che da contralto, la Bonazzi tornò spesso a esibirsi alla Santa Fe Opera, cantando ruoli come Baba la Turca ne La carriera di un libertino, la contessa Geschwitz in Lulu, Erodiade in Salome, La chatte ne L'enfant et les sortilèges, Marcellina ne Le Nozze di Figaro, Mark Smeaton in Anna Bolena, Zita in Gianni Schicchi e l'eponima protagonista in Carmen. Nel 1992 cantò per l'ultima volta al teatro, nel ruolo di Mrs Peachum ne L'opera del mendicante di John Gay.
Nel 1960 la Bonazzi fece il suo debutto alla Washington National Opera come la contessa ne La dama di picche, a cui seguirono altre apparizioni in Faust, Maria Golovin, Béatrice et Bénédict, fino alla performance d'addio nel 1989, quando cantò nuovamente il ruolo della contessa ne La dama di picche. Particolarmente stretta fu la sua collaborazione con la New York City Opera, in cui cantò frequentemente tra il 1965 e il 1991, prestando la voce a Clairon in Capriccio, Frau von Luber in Der Silbersee, Katisha ne Il mikado, Mrs Lovett in Sweeney Todd e Suzuki in Madama Butterfly. Nel 1973 fece invece il suo debutto alla Metropolitan Opera House, dove interpretò la strega nel Dido and Aeneas di Purcell. Continuò a cantare regolarmente fino alla fine degli anni novanta, esibendosi, tra gli altri, alla Carnegia Hall, al Michigan Opera Theatre, alla Dallas Opera, alla De Nationale Opera e al Festival dei Due Mondi.
Dopo il ritiro dalle scene, Elaine Bonazzi insegnò canto alla Stony Brook University fino al 2012. Sposata con il violoncellista Jerome Carrington, morì all'età di ottantanove anni nel 2019.

## Repertorio
| Ruolo                     | Titolo                      | Autore      |
| ------------------------- | --------------------------- | ----------- |
| Matryona Pavlovna         | Risurrezione                | Alfano      |
| Korablyova                | Risurrezione                | Alfano      |
| Lady Pamela               | Fra Diavolo                 | Auber       |
| Contessa Geschwitz        | Lulu                        | Berg        |
| Ursule                    | Béatrice et Bénédict        | Berlioz     |
| Carmen                    | Carmen                      | Bizet       |
| La contessa               | La dama di picche           | Čajkovskij  |
| Madre                     | Louise                      | Charpentier |
| Apollo                    | Il Giasone                  | Cavalli     |
| Smeton                    | Anna Bolena                 | Donizetti   |
| Marchesa di Birkenfeld    | La figlia del reggimento    | Donizetti   |
| Siébel                    | Faust                       | Gounod      |
| Daniele                   | Baldassar                   | Händel      |
| Santa Caterina            | Jeanne d'Arc au Bûcher      | Honegger    |
| Marcellina                | Le nozze di Figaro          | Mozart      |
| La segretaria del Console | Il console                  | Menotti     |
| Arnalta                   | L'incoronazione di Poppea   | Monteverdi  |
| Suzuki                    | Madama Butterfly            | Puccini     |
| Zita                      | Gianni Schicchi             | Puccini     |
| La strega                 | Didone ed Enea              | Purcell     |
| La Chatte                 | L'Enfant et les sortilèges  | Ravel       |
| Baronessa Aspasia         | La pietra del paragone      | Rossini     |
| Tisbe                     | La Cenerentola              | Rossini     |
| Madame Armfeldt           | A Little Night Music        | Sondheim    |
| Mrs Lovett                | Sweeney Todd                | Sondheim    |
| Clairon                   | Capriccio                   | Strauss     |
| Erodiade                  | Salomè                      | Strauss     |
| Orlofsky                  | Il pipistrello              | Strauss     |
| Baba la Turca             | La carriera di un libertino | Stravinskij |
| Morte                     | Le rossignol                | Stravinskij |
| La madre                  | Mavra                       | Stravinskij |
| Mrs Quickly               | Falstaff                    | Verdi       |
| Mrs Meg Page              | Falstaff                    | Verdi       |
| Maddalena                 | Rigoletto                   | Verdi       |